# Джуліан Грін
Джуліан Грін (англ. Julian Green, нар. 6 червня 1995, Тампа) — німецький і американський футболіст, нападник клубу «Гройтер» (Фюрт) та національної збірної США.

## Клубна кар'єра
Народився 6 червня 1995 року в американському місті Тампа в родині американця і німкені. Коли Джуліану було два роки, родина переїхала до Німеччини, де він згодом й почав займатися футболом. Вихованець футбольної академії клубу мюнхенської «Баварії».
З 2013 року почав грати за другу команду «Баварії», а 27 листопада того ж року дебютував в іграх головної команди, вийшовши на заміну у грі Ліги чемпіонів проти московського ЦСКА
1 вересня 2014 року Грін був орендований «Гамбургом» на один сезон. 14 вересня він дебютував у Бундеслізі в матчі проти «Ганновера» (0:2).
1 січня 2017 року уклав контракт на 2,5 року з клубом «Штутгарт», якому трансфер гравця обійшовся у 300 тисяч євро.

## Виступи за збірні
Маючи подвійне громадянство Німеччини і США, гравець викликав зацікавленість тренерів юнацьких та молодіжних збірних обох країн. 2011 року дебютував у складі юнацької збірної Німеччини, загалом за Німеччиниу взяв участь в 11 іграх на юнацькому рівні. 2012 року також взяв учість в одній грі за юнацьку збірну США.
На початку 2014 року на той час 18-річний гравець погодився на рівні національних збірних виступати за Сполучені Штати і 26 березня дебютував в офіційних матчах у складі національної збірної США.
У травні 2014 року 18-річний нападник був включений головним тренером збірної США Юргеном Клінсманном до заявки національної команди для участі у чемпіонаті світу 2014.